# Argyrosomus amoyensis
Argyrosomus amoyensis es una especie de pez de la familia Sciaenidae en el orden de los Perciformes.

## Morfología
• Los machos pueden llegar alcanzar los 40 cm de longitud total.

## Hábitat
Es un pez  de clima tropical y demersal que vive hasta 60 m de profundidad.

## Distribución geográfica
Se encuentra en la China, la India, Indonesia, Omán, el Pakistán, Sri Lanka y Taiwán.

## Uso comercial
Se comercializa fresco y en salazón, incluyendo la vejiga natatoria.

## Observaciones
Es inofensivo para los humanos.